# Secretaría de Estado de Telecomunicaciones e Infraestructuras Digitales

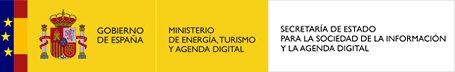
Logotipo entre 2016 y 2018.

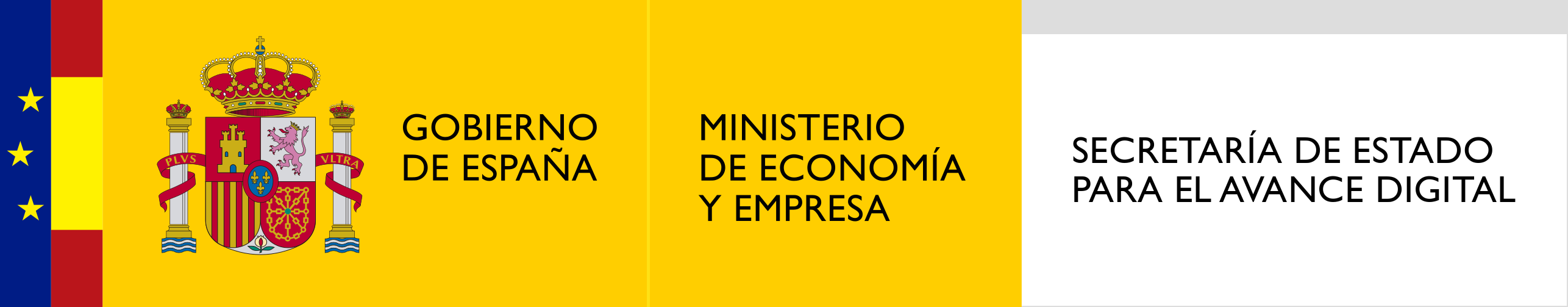
Logotipo entre 2018 y 2020.

La Secretaría de Estado de Telecomunicaciones e Infraestructuras Digitales (SETELECO) de España es el órgano superior del Ministerio para la Transformación Digital y de la Función Pública que asume funciones relativas a la política de impulso al sector de las telecomunicaciones, el despliegue de infraestructuras y servicios para garantizar la conectividad de los ciudadanos y empresas e impulsar la productividad y el crecimiento económico.
A tal fin, le corresponden las funciones de fomento y regulación del sector de las telecomunicaciones, la interlocución con los sectores profesionales, industriales y académicos y la coordinación o cooperación interministerial y con otras Administraciones Públicas respecto a dichas materias, sin perjuicio de las competencias atribuidas a otros departamentos ministeriales, y a la Comisión Nacional de los Mercados y la Competencia.

## Historia

### Inicios y primeras leyes digitales (2000-2016)
La denominación de Secretaría de Estado de Telecomunicaciones e Infraestructuras Digitales fue adoptada bajo el Segundo Gobierno Sánchez en 2020, integrada en el Ministerio de Asuntos Económicos y Transformación Digital, sin embargo, la historia de las secretarías de Estado en este ámbito se remontan al año 2000.
En el 2000, con Aznar como presidente, se crea por primera vez una secretaría de Estado para el ámbito de las telecomunicaciones e internet, bajo la denominación de Secretaría de Estado de Telecomunicaciones y para la Sociedad de la Información, integrada por aquel entonces en el Ministerio de Ciencia y Tecnología. Esta secretaría de Estado se mantuvo con esta denominación durante 16 años, y pasó por otros ministerios aparte del de ciencia y tecnología, todos ellos relativos al ámbito de la Industria.
Durante esta primera etapa, se creó el Plan de Acción ‘Info XXI’ en el año 2001, y se aprobaron las primeras leyes de Internet: Ley de servicios de la sociedad de la información y de comercio electrónico (2002), Ley General de Telecomunicaciones (2003) y Ley de firma electrónica (2003) y la creación y puesta en marcha de la Entidad Pública Empresarial Red.es (2000-2002).
También, de esta época datan el Plan Avanza (2006-2010) y el Plan Avanza 2 (2011-2015), que apenas se aplicó, y leyes como la Ley de Propiedad Intelectual en la Sociedad de la Información (2006), Ley de acceso electrónico de los ciudadanos a los Servicios Públicos (2007), la Ley de medidas de impulso de la Sociedad de la Información (2007) y la Ley General de la Comunicación Audiovisual (2010).
Asimismo, en el año 2013 se aprobó la Agenda Digital para España y leyes como la Ley de transparencia, acceso a la información pública y buen gobierno (2013) y la Ley de impulso de la factura electrónica (2013) y, posteriormente, la Ley General de Telecomunicaciones (2014), la modificación de la Ley de Propiedad Intelectual, sobre el ‘canon digital’ (2014), y la modificación del Código Penal, para regular los ciberdelitos (2015).

### Consolidación y economía digital (2016-)
Se volvió a modificar su denominación en 2016 dando paso a la Secretaría de Estado para la Sociedad de la Información y la Agenda Digital integrada en el entonces nuevo Ministerio de Energía, Turismo y Agenda Digital. De nuevo, tras el cambio de gobierno en 2018, se renombró como Secretaría de Estado para el Avance Digital y se integró en el Ministerio de Economía y Empresa. Este último cambio fue visto con buenos ojos por el sector, ya que lo consideraron bueno para la economía digital.
En 2020 es dividida en dos secretarías de Estado. Esta secretaría recupera parte de su denominación tradicional, pasando a llamarse Secretaría de Estado de Telecomunicaciones e Infraestructuras Digitales, mientras que las competencias que pudiera tener sobre los procesos de digitalización y la inteligencia artificial se transfieren a la nueva Secretaría de Estado de Digitalización e Inteligencia Artificial.
En el año 2022 se aprobó la Ley General de Comunicaciones, que reemplazó a su homónima de 2014. Entre las novedades de esta nueva norma, adaptó al ordenamiento español el Código Europeo de Comunicaciones Electrónicas, reforzó la protección de los usuarios y universalizó la banda ancha. Al mismo tiempo, su principal órgano directivo fue elevado de dirección general a secretaría general.
A finales de 2023, la Secretaría de Estado fue transferida al Ministerio de Transformación Digital. Un año más tarde, perdió las funciones sobre la comunicación audiovisual en favor de la Secretaría de Estado de Digitalización e Inteligencia Artificial, adquiriendo a su vez otras en materia de ciberseguridad.

## Funciones
A la Secretaría de Estado de Telecomunicaciones e Infraestructuras Digitales le corresponden las siguientes funciones:
- El estudio, propuesta y ejecución de la política general y la planificación estratégica y de acción sobre telecomunicaciones y las infraestructuras digitales, así como la elaboración y propuesta de normativa a la ordenación y regulación en estas materias, en consonancia con las disposiciones nacionales, europeas e internacionales vigentes.
- La promoción y desarrollo de las infraestructuras digitales y de las redes y servicios de telecomunicaciones.
- La elaboración, gestión y seguimiento de planes, proyectos tecnológicos y programas de actuaciones orientados al desarrollo de las infraestructuras digitales y la conectividad para impulsar la vertebración territorial, el fomento de la oferta de nuevas tecnologías, servicios, aplicaciones y contenidos en el ámbito de las telecomunicaciones y gestión coordinada de esta política con los correspondientes programas europeos e internacionales en estas materias.
- El impulso y la coordinación de los planes, proyectos y programas para el fomento de la actividad de normalización, estandarización y certificación en el sector de las telecomunicaciones e infraestructuras digitales.
- La propuesta, coordinación y seguimiento de las relaciones internacionales en materia de telecomunicaciones e infraestructuras digitales, y la representación internacional del departamento en estas materias en colaboración con el Ministerio de Asuntos Exteriores, Unión Europea y Cooperación.
- El análisis y evaluación del impacto de otras políticas públicas en el sector de las telecomunicaciones y las infraestructuras digitales.
- La elaboración, gestión y seguimiento de programas y actuaciones para fomentar el acceso y uso de las telecomunicaciones y facilitar la disponibilidad y accesibilidad de las infraestructuras y las tecnologías digitales, especialmente para aquellos ciudadanos con necesidades específicas, en su caso en coordinación con otros departamentos ministeriales con competencias en otras políticas con las que esas materias estén relacionadas.
- La colaboración con la Secretaría de Estado de Economía y Apoyo a la Empresa en materia de precios y valoración de los costes de prestación de los servicios de comunicaciones electrónicas.
- La planificación, gestión y control de los recursos públicos en el ámbito de las telecomunicaciones, en particular, del dominio público radioeléctrico, la numeración, direccionamiento, denominación y los recursos órbita espectro, y la tramitación y el otorgamiento de los títulos habilitantes para el uso de dichos recursos.
- El mantenimiento de las relaciones de la Administración General del Estado con los prestadores de redes y servicios de comunicaciones electrónicas, así como el control del cumplimiento de las obligaciones de servicio público.
- El control, la inspección y la imposición de sanciones en materia de telecomunicaciones.
- La resolución de controversias entre operadores y usuarios de telecomunicaciones y de los servicios digitales en los términos previstos en la normativa vigente.
- La gestión, liquidación y recaudación en periodo voluntario de las tasas en materia de telecomunicaciones, el pago del porcentaje sobre el rendimiento de la tasa sobre reserva de dominio público radioeléctrico para la financiación de la Corporación de Radio y Televisión Española y el apoyo a su gestión en periodo ejecutivo, de acuerdo con lo previsto en la normativa vigente.
- La gestión de Programas Operativos cofinanciados por los fondos comunitarios (Digital Europe, Horizon Europe, Connecting Europe Facility) y, en particular, el Fondo Europeo de Desarrollo Regional (FEDER) respecto a las actuaciones de su competencia.
- Aquellas otras que atribuya la legislación vigente al departamento en los sectores de las telecomunicaciones y las infraestructuras digitales.
- La gestión económico-presupuestaria de la Secretaría de Estado y sus órganos dependientes, así como de los programas de ayudas públicas en su ámbito competencial.
- La coordinación de las actuaciones de la Secretaría de Estado en materia de contratación y gestión centralizada, en colaboración con la Dirección General de Racionalización y Centralización de la Contratación.
- La seguridad de las redes y servicios de comunicaciones electrónicas, en el ámbito de las competencias del Ministerio para la Transformación Digital y de la Función Pública.
- La planificación, coordinación, desarrollo e impulso de políticas, planes, programas, proyectos y actuaciones para la incorporación de la ciberseguridad en la transformación digital del sector privado y la ciudadanía, en coordinación con el Instituto Nacional de Ciberseguridad y departamentos ministeriales con competencias en la materia.
- La elaboración y propuesta de normativa en materia de ciberseguridad y ciberresiliencia para el sector privado, en colaboración con otros órganos u organismos con competencias en la materia y los sectores económicos y sociales públicos y privados afectados, para la transformación segura de la economía y la sociedad, en el ámbito competencial del Ministerio.

## Estructura
La estructura de la Secretaría de Estado es:
- La Secretaría General de Telecomunicaciones, Infraestructuras Digitales y Seguridad Digital.
- La Subdirección General de Coordinación y Ejecución de Programas, que asiste a la Secretaría de Estado en temas de carácter económico-presupuestario, de contratación pública y supervisión de fondos y programas relacionados con el Fondo Europeo de Desarrollo Regional (FEDER).
  - De esta Subdirección General depende la División del Organismo Intermedio del Fondo Europeo de Desarrollo Regional.
- La División para la Ejecución de los Fondos Europeos, a la que le corresponde el impulso y el seguimiento de la ejecución de las inversiones y medidas de reforma del Plan de Recuperación, Transformación y Resiliencia, así como el seguimiento y verificación de las medidas antifraude y demás principios transversales en el diseño y ejecución de las inversiones y medidas del citado Plan.
- El Gabinete, como órgano de asistencia inmediata al titular de la Secretaría de Estado, con nivel orgánico de subdirección general.

Para la asesoría jurídica del órgano directivo existe una Abogacía del Estado en el Departamento.
Asimismo, el Ministerio ejerce la tutela, a través de esta Secretaría de Estado, el Instituto Nacional de Ciberseguridad (INCIBE) y la Sociedad Española para la Transformación Tecnológica (SETT).

## Lista de secretarios de Estado
- Baudilio Tomé Muguruza (2000-2002)
- Carlos López Blanco (2002-2004)
- Francisco Ros Perán (2004-2010)
- Bernardo Lorenzo Almendros (2010-2011)
- Juan Junquera Temprano (mayo-diciembre de 2011)
- Víctor Calvo-Sotelo (2011-2016)
- José María Lasalle (2016-2018)[10]
- Francisco de Paula Polo Llavata (2018-2020)[11]
- Roberto Sánchez Sánchez (2020-2022)[12]
- María González Veracruz (2022-2024)[13]
- Antonio Hernando Vera (2024-)[14]

## Presupuesto
La Secretaría de Estado de Telecomunicaciones e Infraestructuras Digitales tiene un presupuesto asignado de 59,6 millones de euros (€) para el año 2023.
De acuerdo con los Presupuestos Generales del Estado para 2023, la SETELECO participa en tres programas:
| N.º Programa                                 | Programa                                                                            | Dotación     | Ref.   |
| -------------------------------------------- | ----------------------------------------------------------------------------------- | ------------ | ------ |
| 467I                                         | Innovación tecnológica de las telecomunicaciones                                    | 16 000 350 € | [ 15 ] |
| 491M                                         | Ordenación y promoción de las telecomunicaciones y de la Sociedad de la Información | 37 661 880 € | [ 16 ] |
| 923Q                                         | Dirección y Servicios Generales de Asuntos Económicos y Transformación Digital      | 5 936 470 €  | [ 17 ] |
| Total presupuesto de la Secretaría de Estado | Total presupuesto de la Secretaría de Estado                                        | 59 598 700 € |        |